# Athyrium obtusilimbum
Athyrium obtusilimbum är en majbräkenväxtart som beskrevs av Ren-Chang Ching. Athyrium obtusilimbum ingår i släktet Athyrium och familjen Athyriaceae. Inga underarter finns listade.